# Klemm Kl 25
Klemm Kl 25 — лёгкий спортивный и учебно-тренировочный самолёт. Первый полёт совершил в 1928 году. Всего было построено около 600 самолётов. Производство было прекращено в 1936 году.
Самолёт примечателен своим маломощным двигателем (существовало множество моделей различной моторизации с мощностью от 20 до 94 л. с.).
По лицензии самолёт производился в Великобритании (эта модель получила название Swallow) и фирмой Aeromarine в США.